# Merci, Chérie
Merci, Chérie is het winnende lied van het Eurovisiesongfestival van 1966 in Luxemburg. Het nummer werd uitgevoerd door de Oostenrijkse zanger Udo Jürgens. Het lied kreeg 31 punten, 19% van het totaal aantal punten.
Merci, Chérie werd gecomponeerd door Udo Jürgens en Thomas Hörbiger. Ondanks de Franse titel is het lied verder in het Duits. Het gaat over een man die bij het afscheid nemen van zijn geliefde haar bedankt voor de tijd die zij met hem doorbracht en voor alle mooie ogenblikken.
Het was al de derde keer dat Udo Jürgens meedeed aan het Eurovisiesongfestival. In 1964 haalde hij een zesde plaats met Warum nur, warum? en in 1965 een vierde plaats met Sag ihr, ich laß sie grüßen.
De single bereikte de vierde plaats in de Duitse hitparade en de tweede plaats in de Oostenrijkse. In de Nederlandse Top 40 was de hoogste positie nummer 14. Het nummer bracht Jürgens zijn internationale doorbraak.
1956: Refrain · 
1957: Net als toen · 
1958: Dors, mon amour · 
1959: 'n Beetje · 
1960: Tom Pillibi · 
1961: Nous les amoureux · 
1962: Un premier amour · 
1963: Dansevise · 
1964: Non ho l'età · 
1965: Poupée de cire, poupée de son · 
1966: Merci, chérie · 
1967: Puppet on a string · 
1968: La la la · 
1969: Un jour, un enfant, De troubadour, Vivo cantando, Boom bang-a-bang · 
1970: All kinds of everything · 
1971: Un banc, un arbre, une rue · 
1972: Après toi · 
1973: Tu te reconnaîtras · 
1974: Waterloo · 
1975: Ding-a-dong · 
1976: Save your kisses for me · 
1977: L'oiseau et l'enfant · 
1978: A-ba-ni-bi · 
1979: Hallelujah · 
1980: What's another year · 
1981: Making your mind up · 
1982: Ein bißchen Frieden · 
1983: Si la vie est cadeau · 
1984: Diggi-loo diggi-ley · 
1985: La det swinge · 
1986: J'aime la vie · 
1987: Hold me now · 
1988: Ne partez pas sans moi · 
1989: Rock me · 
1990: Insieme: 1992 · 
1991: Fångad av en stormvind · 
1992: Why me? · 
1993: In your eyes · 
1994: Rock 'n' roll kids · 
1995: Nocturne · 
1996: The voice · 
1997: Love shine a light · 
1998: Diva · 
1999: Take me to your heaven · 
2000: Fly on the wings of love · 
2001: Everybody · 
2002: I wanna · 
2003: Everyway that I can · 
2004: Wild dances · 
2005: My number one · 
2006: Hard rock hallelujah · 
2007: Molitva · 
2008: Believe · 
2009: Fairytale · 
2010: Satellite · 
2011: Running scared · 
2012: Euphoria · 
2013: Only teardrops · 
2014: Rise like a phoenix · 
2015: Heroes · 
2016: 1944 · 
2017: Amar pelos dois · 
2018: Toy · 
2019: Arcade · 
2021: Zitti e buoni · 
2022: Stefania · 
2023: Tattoo · 
2024: The code
- MusicBrainz work: f04c483b-fd28-3a67-a1c2-948713e1a82f
- Virtual International Authority File: 179827539